# Liesbeth den Uyl

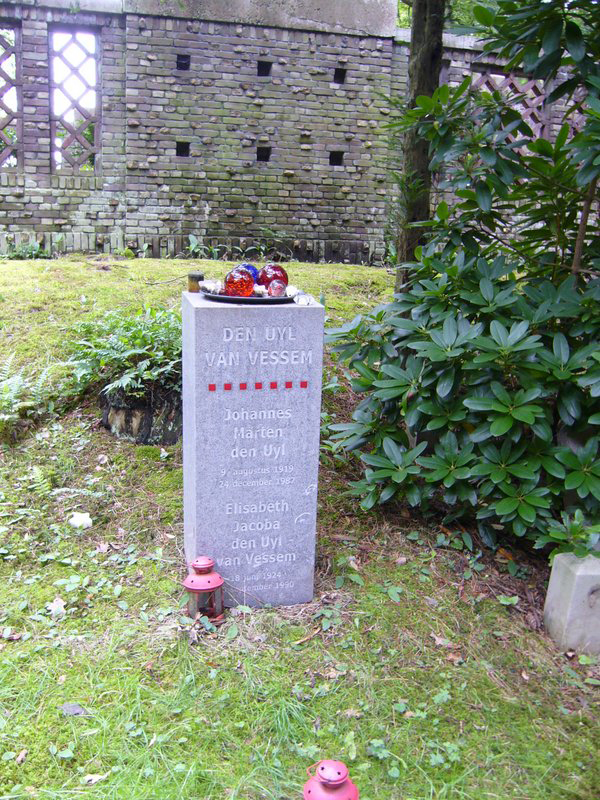
Het graf van Liesbeth en Joop den Uyl op Westerveld

Elisabeth Jacoba (Beppie, Liesbeth) den Uyl-van Vessem (Amsterdam, 18 juni 1924 – aldaar, 30 september 1990) was een Nederlandse activiste, publiciste en politica van de PvdA. Zij was de echtgenote van de bekende politicus Joop den Uyl (premier van 1973 tot 1977). Ze was betrokken bij vele politieke, maatschappelijke en culturele activiteiten, publiceerde een aantal verhalenbundels en schreef voor tijdschriften als Opzij, Vrij Nederland, Margriet en voor Het Parool.
Als kind doorliep ze de lagere school en de hbs. Hierna ging ze psychologie studeren. Doordat de Tweede Wereldoorlog uitbrak, kon ze deze studie niet afmaken. Tijdens de oorlog ging ze werken bij uitgeverij Querido in Amsterdam. In deze tijd leerde ze haar latere echtgenoot Joop den Uyl kennen. Ze trouwden op 30 augustus 1944 en kregen tussen 1946 en 1965 vier dochters en drie zonen, door cabaretier Wim Kan ooit schertsend "de Uylskuikens" genoemd. Hun dochter Saskia (1946) was tussen 1994 en 2006 fractielid van de PvdA in de Tweede Kamer, dochter Barbara (1949) is filmmaakster en zoon Xander (1953) is bondssecretaris van de Abvakabo.
Na de oorlog hervatte Den Uyl haar studie, maar toen haar tweede kind geboren werd stopte ze definitief.
Liesbeth den Uyl was onder meer lid van de Raad van Toezicht, Beleid en Advies van de VARA, lid van het bestuur van het gewest Amsterdam van de PvdA, hoofdbestuurslid van de Rooie Vrouwen in de PvdA (een afzonderlijke groepering van vrouwelijke PvdA-leden), voorzitter van het gewest Amsterdam van de Rooie Vrouwen, voorzitter van Steun Aan Argentijnse Moeders (SAAM) en voorzitter van de wijkraad van Buitenveldert. Ook vervulde zij meerdere bestuursfuncties.
Na de dood van haar echtgenoot schreef ze het boek Ik ben niet goed maar wel gek. Later schreef ze het boek Beppie van Vessem, waarin ze jeugdherinneringen combineerde met voorvallen uit haar gezinsleven en politieke leven.
Naar haar is de Liesbeth den Uyl-van Vessem Stichting vernoemd. Deze stichting komt op voor de belangen van vrouwen in dictatoriale landen, in het bijzonder voor de Dwaze Moeders in Argentinië. Voor deze groep richtte ze de stichting SAAM op.
In de stad Deventer is een straat naar haar vernoemd, de Liesbeth den Uylstraat, in Amsterdam een brug.
Liesbeth den Uyl overleed op 66-jarige leeftijd.
In 2023 werd zij postuum onderscheiden door Argentinië voor haar protesten tegen het toenmalige regime.
- Biografisch Portaal: 69654608
- International Standard Name Identifier: 0000 0000 2905 2470
- Library of Congress Control Number: n86059948
- Nederlandse Thesaurus van Auteursnamen: 073412929
- Virtual International Authority File: 45781239
- WorldCat: E39PBJp9qWVTD6wXqdcVMXDrMP